# Бордунов, Виталий Дмитриевич
Виталий Дмитриевич Бордунов (5 июля 1943, Москва — 24 августа 2018, Москва) — юрист, специалист по международному праву и проблемам транспортного права; выпускник РУДН (1971), кандидат юридических наук с диссертацией о правовых проблемах использования средств космической техники (1975); профессор на кафедре международного права РУДН (2001—2011); эксперт ИКАО и арбитр Международного коммерческого арбитражного суда при ТПП РФ.

## Биография
Виталий Бордунов родился 5 июля 1943 года в Москве; в 1971 году он стал выпускником советского Университета дружбы народов имени Патриса Лумумбы — затем он поступил в аспирантуру Института государства и права (ИГП) АН СССР. В 1974 году он завершил обучение в аспирантуре и в следующем году защитил в ИГП кандидатскую диссертацию, выполненную под научным руководством профессора Бориса Клименко, по теме «Международно-правовые проблемы изучения природной среды с помощью средств космической техники» — стал кандидатом юридических наук.
В 1971 году Бордунов стал членом Советской ассоциации международного права (САМП); в 1974 году он начал работать научным сотрудником в ИГП АН СССР: последовательно занимал должности младшего научного сотрудника и старшего научного сотрудника, работая в секторе международного морского, воздушного и космического права — проработал в ИГП до 1992 года. В период с 2001 по 2011 занимал позицию профессора на кафедре международного права, являвшейся частью юридического факультета Российского университета дружбы народов (РУДН).
Бордунов входил в состав официальных российских делегаций на целом рядя международных межправительственных конференциях по вопросам кодификации и прогрессивному развитию мирового воздушного права. В период с 1996 по 1999 год он являлся руководителем рабочей группы, занимавшейся подготовкой позиции Российской Федерации по вопросу об изменении Варшавской конвенции 1929 года. Затем, между 2000 и 2001 годами, руководил деятельностью рабочей группы по подготовке российской позиции по вопросу о принятии Кейптаунской конвенции о международных гарантиях в отношении подвижного оборудования, принятой в 2001 году.
Кроме того, Виталий Бордунов состоял председателем правления Независимого института международного права, созданного в Москве после распада СССР. Он также являлся арбитром в Международном коммерческом арбитражном суде, действовавшем при Торгово-промышленной палате России (ТПП РФ). Состоял экспертом при Международной организации гражданской авиации (ИКАО) и занимал аналогичную должность в комиссии по транспорту, работавшей в Государственной думы РФ. Являлся советником по международному праву в коллегии адвокатов «Джон Тайнер и партнеры»; занимал позицию главного научного сотрудника в Дипломатической академии МИД России. Скончался 24 августа 2018 года.

## Работы
Виталий Бордунов являлся автором и соавтором более двух сотен научных работ (объемом около 150 печатных листов); он специализировался на международном транспортном праве, вопросах международного космического права и проблемах морского права. Исследовал сферу международного воздушного права и правовых вопросов, связанных с деятельностью международных организаций. Предлагал своё видение самого понятия «системы международного воздушного права»: согласно Бордунову, такая система состоит как из института «права международных полетов», так и из института «права международных воздушных сообщений и перевозок»:
- Космос. Земля. Право. — Москва : Междунар. отношения, 1978. — 133 с.
- «Правовой механизм деятельности международных авиационных организаций» (М., 1989).
- «Правовое регулирование международных полетов воздушных судов» (в соавторстве с А. И. Котовым и Юрием Малеевым);